# Marantowate
Marantowate (Marantaceae) – rodzina roślin jednoliściennych z rzędu imbirowców (Zingiberales), blisko spokrewniona z siostrzanymi paciorecznikowatymi, od których oddzieliła się ok. 79 milionów lat temu. Wyróżnianych jest w jej obrębie ok. 550 gatunków zaliczanych do 31 rodzajów. Rośliny te rosną w wilgotnych lasach równikowych strefy tropikalnej, na kontynentach amerykańskich sięgając także obszarów pod wpływem ciepłego klimatu umiarkowanego. Największe znaczenie ekonomiczne ma maranta trzcinowa dostarczająca jadalnego kłącza bogatego w skrobię. Jadalne są poza tym kłącza i kwiatostany innych gatunków z rodzaju Maranta i Geoppertia. Niektóre gatunki dostarczają surowca plecionkarskiego (gł. Ischnosiphon, Marantochloa i Schumannianthus. Bardzo liczne gatunki i odmiany uprawne rozpowszechnione są jako ozdobne, w klimacie umiarkowanym jako rośliny doniczkowe.

## Morfologia

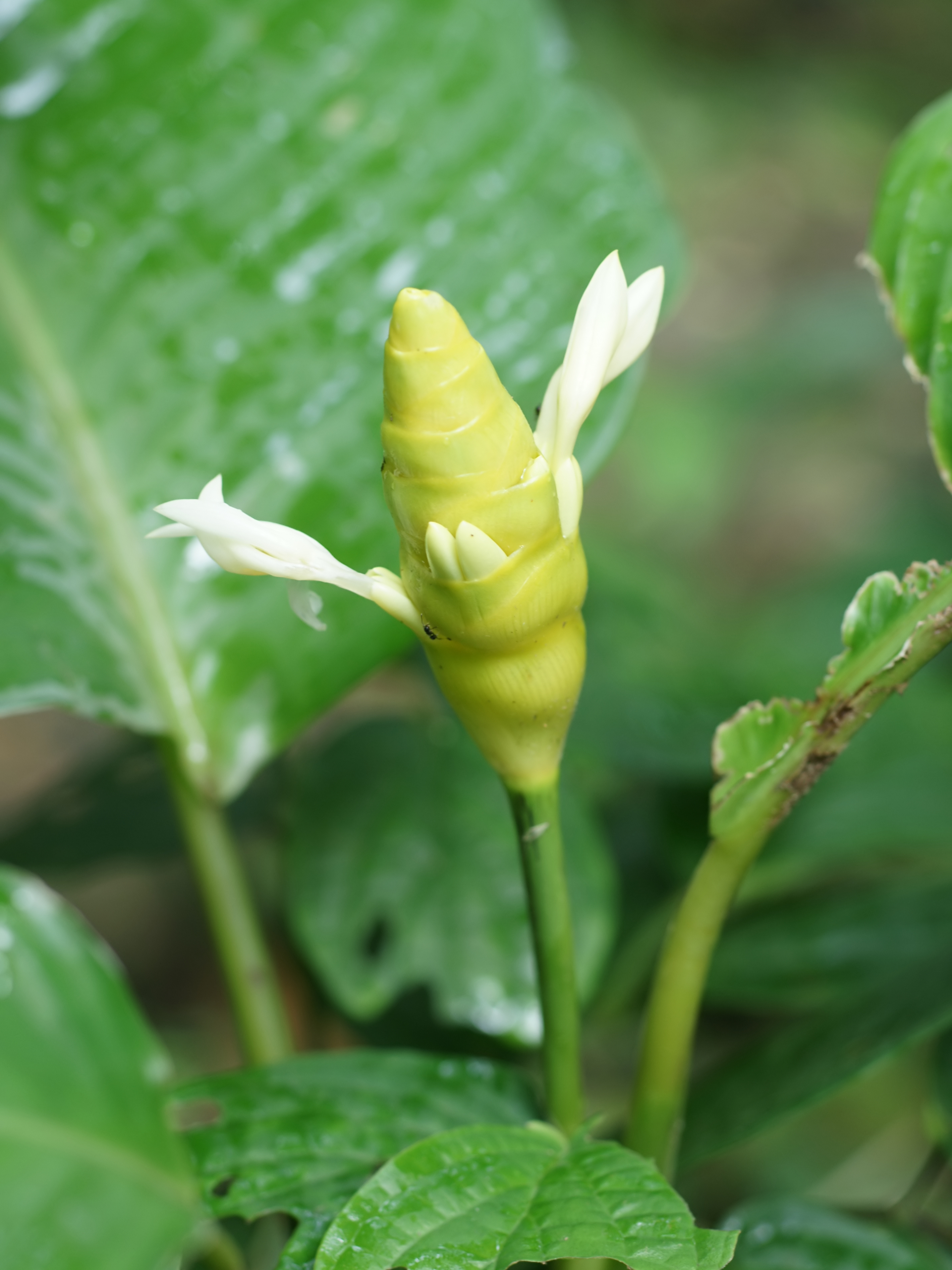
Kwiatostan Calathea marantifolia

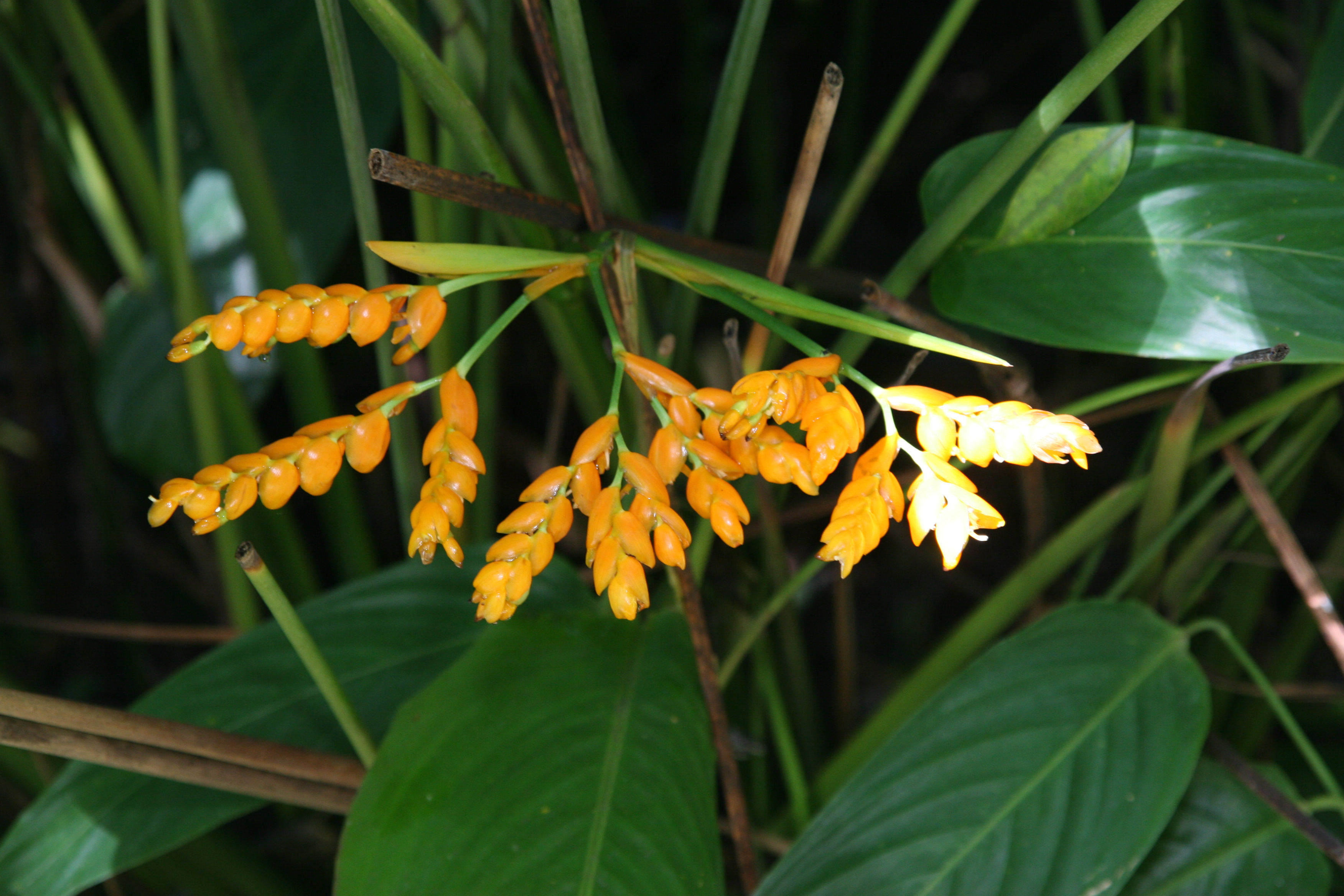
Stromanthe jacquinii

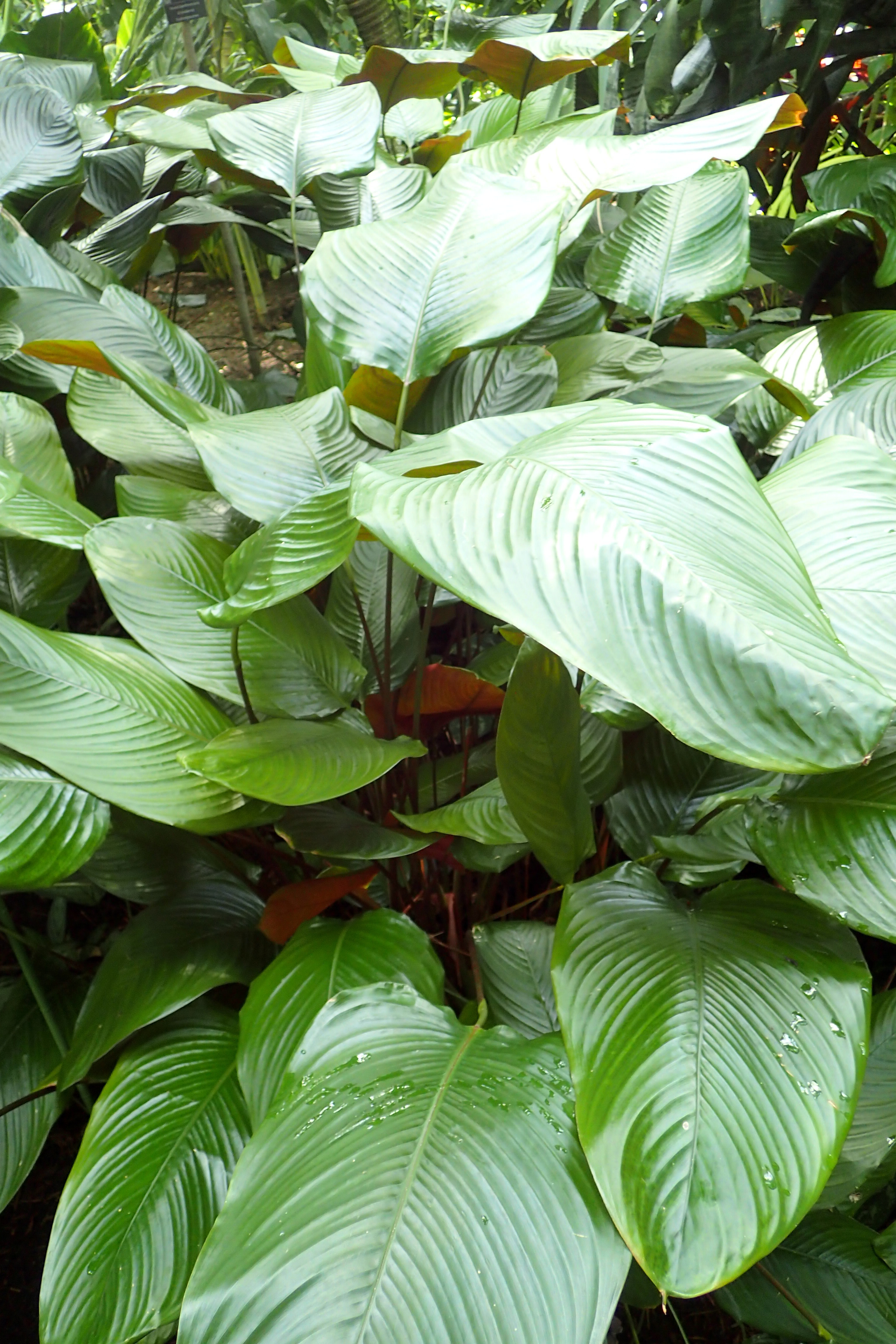
Marantochloa conferta

Pokrójbyliny o podziemnych kłączach okrytych łuskami i rozgałęziających się sympodialnie. U niektórych gatunków są bogate w skrobię. Rodzina obejmuje zarówno drobne rośliny tworzące przyziemne rozety liści, jak i okazałe, tworzące nadziemny pęd i osiągające kilka m wysokości. U niektórych gatunków pędy są rozgałęzione, są też przedstawiciele należący do lian. Pędy nadziemne przypominają bambusy ze względu na zgrubiałe węzły i zachowane suche pochwy liści.
LiścieDuże, często w wielu odcieniach zieleni, wielobarwne i wzorzyste. Wyrastają ułożone na pędach w dwóch rzędach, przy czym u niskich roślin skupiają się zwykle u ich nasady, a u wysokich pojawiają się w nieregularnych odstępach. Liście są ogonkowe (u niektórych gatunków ogonka brak), u nasady z pochwą liściową obejmującą łodygę. Cechą charakterystyczną rodziny jest posiadanie na końcach ogonków liściowych zgrubiałych i miękko owłosionych tzw. poduszek stawowych. Blaszka liściowa jest całobrzega, z wyraźną centralną żyłką przewodzącą i wygiętymi żyłkami drugiego rzędu.
KwiatyWyrastają na końcach pędów kwiatowych pojedynczo w kątach podsadek lub skupione w wiechowate, wierzchotkowate, czasem kłosokształtne kwiatostany proste i złożone. Kwiaty są obupłciowe i asymetryczne. Trzy listki zewnętrznego okółka okwiatu są wolne, ale trzy listki okółka wewnętrznego są zrośnięte ze sobą oraz pręcikiem i prątniczkami, przynajmniej u nasady. Tylko jeden pręcik jest płodny i ma pojedynczy woreczek pyłkowy. Pozostałe pręciki są płonne. Trzy prątniczki z zewnętrznego okółka wykształcają się na kształt płatków kwiatu lub są silnie zredukowane. Obok płodnego pręcika okółka wewnętrznego, dwa pozostałe prątniczki są zmodyfikowane – jeden ma kształt kapturkowaty, a drugi jest tęgi i mięsisty. Zalążnia jest dolna i trójkomorowa, przy czym dwie z komór ulegają zwykle redukcji i są płonne. Pojedyncza, silnie zakrzywiona szyjka słupka ukryta jest w kapturku tworzonym przez prątniczek. Podczas odwiedzin kwiatu przez pszczołę szyjka słupka prostuje się zbierając pyłek. Po zebraniu przez owada nektaru wydostając się z kwiatu zbiera on jego pyłek, który wcześniej wysypuje się do zagłębienia na słupku.
OwoceTorebki zawierające od 1 do 3 nasion, otwierające się szczelinami, czasem z mięsistą okrywą.

## Systematyka
Pozycja i podział rodziny według APweb (aktualizowany system APG IV z 2016)
Rodzina marantowatych jest siostrzana dla rodziny paciorecznikowatych w obrębie rzędu imbirowców (Zingiberales) należących kladu jednoliściennych (monocots).
|  | helikoniowate Heliconiaceae                                               |
|  |                                                                           |
|  | \| \| strelicjowate Streliziaceae \| \| \| \| \| \| Lowiaceae \| \| \| \| |
|  |                                                                           |
|  | strelicjowate Streliziaceae                                               |
|  |                                                                           |
|  | Lowiaceae                                                                 |
|  |                                                                           |

|  | strelicjowate Streliziaceae |
|  |                             |
|  | Lowiaceae                   |
|  |                             |

|  | paciorecznikowate Cannaceae |
|  |                             |
|  | marantowate Marantaceae     |
|  |                             |

|  | imbirowate Zingiberaceae |
|  |                          |
|  | kostowcowate Costaceae   |
|  |                          |

|  | paciorecznikowate Cannaceae |
|  |                             |
|  | marantowate Marantaceae     |
|  |                             |

|  | imbirowate Zingiberaceae |
|  |                          |
|  | kostowcowate Costaceae   |
|  |                          |

|  | helikoniowate Heliconiaceae                                               |
|  |                                                                           |
|  | \| \| strelicjowate Streliziaceae \| \| \| \| \| \| Lowiaceae \| \| \| \| |
|  |                                                                           |
|  | strelicjowate Streliziaceae                                               |
|  |                                                                           |
|  | Lowiaceae                                                                 |
|  |                                                                           |

|  | strelicjowate Streliziaceae |
|  |                             |
|  | Lowiaceae                   |
|  |                             |

|  | paciorecznikowate Cannaceae |
|  |                             |
|  | marantowate Marantaceae     |
|  |                             |

|  | imbirowate Zingiberaceae |
|  |                          |
|  | kostowcowate Costaceae   |
|  |                          |

|  | paciorecznikowate Cannaceae |
|  |                             |
|  | marantowate Marantaceae     |
|  |                             |

|  | imbirowate Zingiberaceae |
|  |                          |
|  | kostowcowate Costaceae   |
|  |                          |

|  | helikoniowate Heliconiaceae                                               |
|  |                                                                           |
|  | \| \| strelicjowate Streliziaceae \| \| \| \| \| \| Lowiaceae \| \| \| \| |
|  |                                                                           |
|  | strelicjowate Streliziaceae                                               |
|  |                                                                           |
|  | Lowiaceae                                                                 |
|  |                                                                           |

|  | strelicjowate Streliziaceae |
|  |                             |
|  | Lowiaceae                   |
|  |                             |

|  | paciorecznikowate Cannaceae |
|  |                             |
|  | marantowate Marantaceae     |
|  |                             |

|  | imbirowate Zingiberaceae |
|  |                          |
|  | kostowcowate Costaceae   |
|  |                          |

|  | paciorecznikowate Cannaceae |
|  |                             |
|  | marantowate Marantaceae     |
|  |                             |

|  | imbirowate Zingiberaceae |
|  |                          |
|  | kostowcowate Costaceae   |
|  |                          |

|  | helikoniowate Heliconiaceae                                               |
|  |                                                                           |
|  | \| \| strelicjowate Streliziaceae \| \| \| \| \| \| Lowiaceae \| \| \| \| |
|  |                                                                           |
|  | strelicjowate Streliziaceae                                               |
|  |                                                                           |
|  | Lowiaceae                                                                 |
|  |                                                                           |

|  | strelicjowate Streliziaceae |
|  |                             |
|  | Lowiaceae                   |
|  |                             |

|  | paciorecznikowate Cannaceae |
|  |                             |
|  | marantowate Marantaceae     |
|  |                             |

|  | imbirowate Zingiberaceae |
|  |                          |
|  | kostowcowate Costaceae   |
|  |                          |

|  | paciorecznikowate Cannaceae |
|  |                             |
|  | marantowate Marantaceae     |
|  |                             |

|  | imbirowate Zingiberaceae |
|  |                          |
|  | kostowcowate Costaceae   |
|  |                          |

Pozycja w systemie Reveala (1994-1999)
Gromada okrytonasienne (Magnoliophyta Cronquist), podgromada Magnoliophytina Frohne & U. Jensen ex Reveal, klasa jednoliścienne (Liliopsida Brongn.), podklasa Zingiberidae Cronquist, nadrząd Zingiberanae Takht. ex Reveal, rząd imbirowce (Zingiberales Griseb.), rodzina marantowate Marantaceae Petersen in Engl. & Prantl). 
Wykaz rodzajów
- Afrocalathea K.Schum.
- Calathea G.Mey. – kalatea
- Ctenanthe Eichler
- Donax Lour.
- Goeppertia Nees
- Halopegia K.Schum.
- Haumania J.Leonard
- Hylaeanthe A.M.E.Jonker & Jonker
- Hypselodelphys (K.Schum.) Milne-Redh. (syn. Trachyphrynium K.Schum.)
- Indianthus Suksathan & Borchs.
- Ischnosiphon Korn. (syn. Hymenocharis Salisb.)
- Maranta L. (syn. Koernickanthe L.Andersson) – maranta
- Marantochloa Brongn. ex Gris (syn. Clinogyne K.Schum., Ataenidia Gagnep.)
- Megaphrynium Milne-Redh.
- Monophyllanthe K.Schum.
- Monotagma K.Schum.
- Myanmaranthus Nob.Tanaka, Suksathan & K.Armstr.
- Myrosma L.f.
- Phrynium Willd. (syn. Monophrynium K.Schum., Phacelophrynium K.Schum.)
- Pleiostachya K.Schum.
- Sanblasia L.Andersson
- Saranthe (Regel & Korn.) Eichler (syn. Ctenophrynium K.Schum.)
- Sarcophrynium K.Schum.
- Schumannianthus Gagnep.
- Stachyphrynium K.Schum.
- Stromanthe Sond. – stromante
- Thalia L.
- Thaumatococcus Benth.
- Trachyphrynium Benth. (syn. Hytophrynium K.Schum., Hybophrynium K.Schum., Bamburanta L.Linden)